# Barchín del Hoyo
Barchín del Hoyo ist ein Ort und eine zentralspanische Gemeinde (municipio) mit 101 Einwohnern (Stand: 2024) im Osten der Provinz Cuenca in der Autonomen Region Kastilien-La Mancha. 

## Lage und Klima
Barchín del Hoyo liegt auf der Westseite des Iberischen Gebirges in einer Höhe von ca. 950 m. Die Provinzhauptstadt Cuenca befindet sich gut 45 Kilometer (Fahrtstrecke) nordnordwestlich. Das Klima im Winter ist gemäßigt, im Sommer dagegen warm bis heiß. Regen (477 mm/Jahr) fällt das ganze Jahr über.

## Bevölkerungsentwicklung
| Jahr      | 1970 | 1981 | 1991 | 2001 | 2011 | 2021 |
| Einwohner | 321  | 183  | 152  | 173  | 91   | 96   |

## Sehenswürdigkeiten

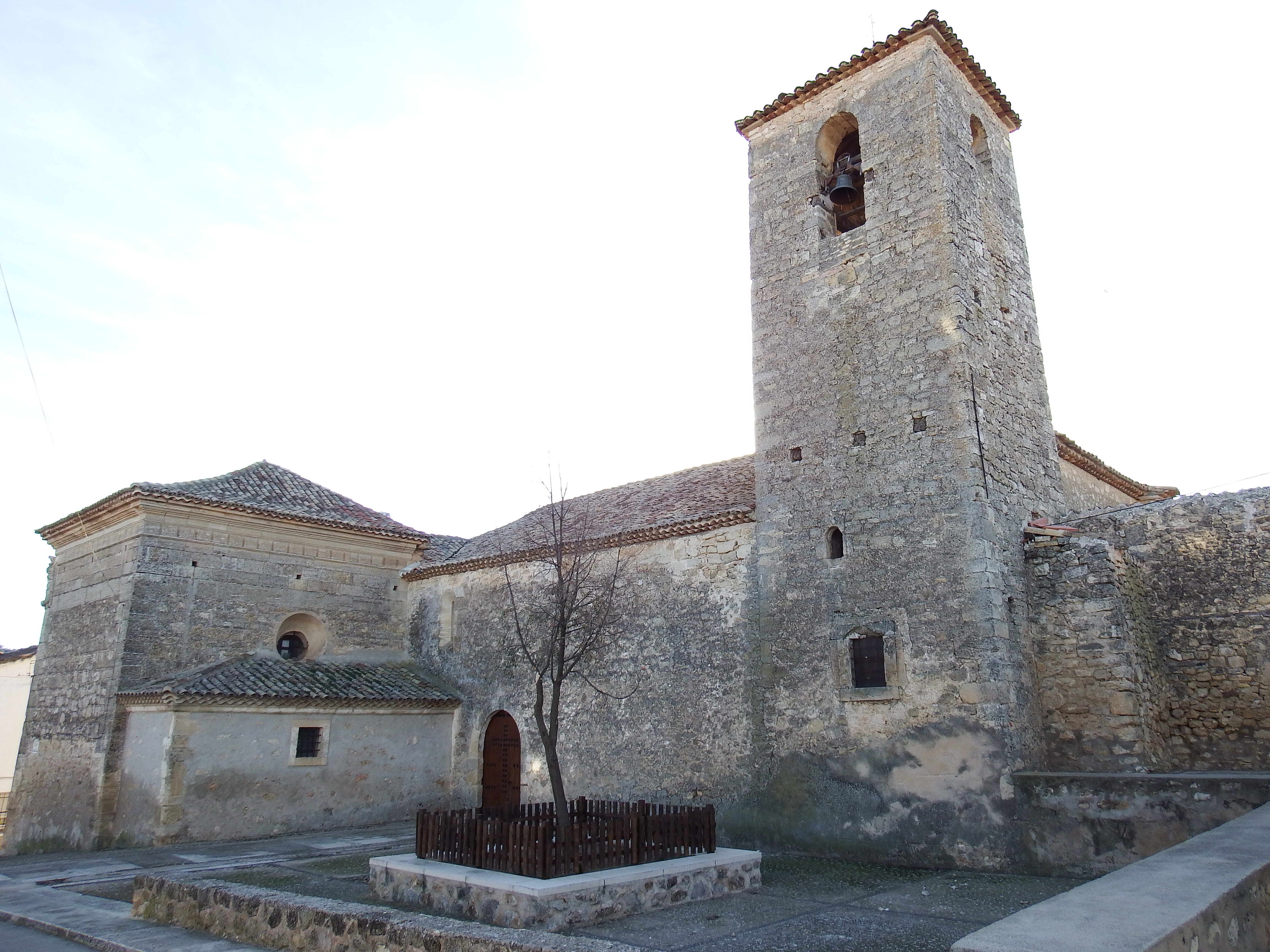
Kirche Mariä Himmelfahrt
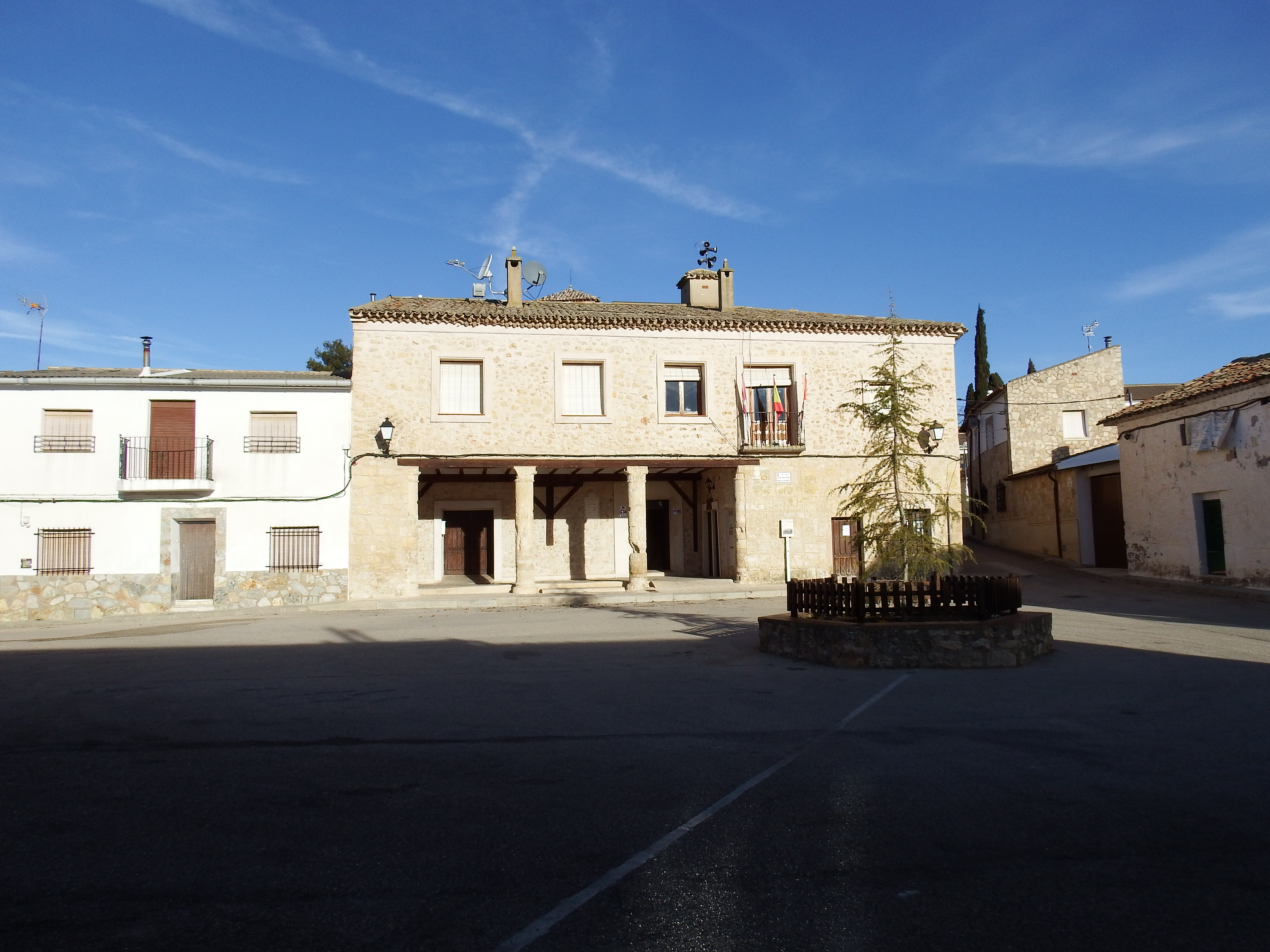
Rathaus

- Kirche Mariä Himmelfahrt
- Rathaus